# 海南碘泡虫
海南碘泡虫（学名：Myxobolus hainanensis）为碘泡科碘泡虫属的动物。在中国，分布于海南等，营寄生生活，寄生在纹唇鱼的肾。其种加词“hainanensis”意为“海南的”。